# Phare de Table Bluff
Le phare de Table Bluff est un phare qui était situé sur Table Bluff (en) au sud de la baie de Humboldt, dans le Comté de Humboldt (État de la Californie), aux États-Unis. Construit pour guider les navires loin de la côte notoirement dangereuse et agitée et pour leur marquer l'entrée de la baie, le phare fut l'un des premiers à être automatisé. La tour du phare, désactivée en 1971, est maintenant située dans la marina de Woodley Island, dans la ville d'Eureka.
Ce phare était géré par la Garde côtière américaine, et les phares de l'État de Californie sont entretenus par le District 11 de la Garde côtière .

## Histoire
Le phare de Table Bluff a été construit en 1892. La lentille de Fresnel du quatrième ordre a été retirée du phare de Humboldt Harbor et installée dans la tour Table Bluff à la fin d'octobre 1892. En 1911, La lentille de Fresnel fixe a été remplacée par une lentille rotative. Puis un système optique moderne a été installée dans la tour, et la lentille de Fresnel a été expédiée à San Diego pour être exposée dans le vieux phare de point Loma. Le phare a été désactivé en 1975.
Le phare de Humboldt Harbor, situé sur la flèche nord de l'entrée de la baie de Humboldt, avait été critiqué pendant de nombreuses années comme étant trop bas. En 1892, le Service des phares construisit un phare sur Table Bluff, un promontoire au sud de la baie de Humboldt, mais à l'intérieur de la baie.
La station d'origine de Table Bluff se composait d'un logement en duplex, d'un bâtiment dédié au signal de brume et d'un quartier des gardiens adossé à la tour du phare. Le tout était construit dans le style victorien italianisant en séquoia et était très semblable au phare de Point San Luis, seul survivant de ce style de phare sur la côte ouest américaine.
En 1906, l'US Navy a établi une balise radio sur la propriété. Pendant la Seconde Guerre mondiale, la station a été aménagée en poste de surveillance côtière avec l'hébergement pour les patrouilles de plage montées. Pendant la guerre et peu après, la plupart des bâtiments d'origine ont été rasés, y compris la partie habitation du phare ne laissant que la tour. Cette tour et le bâtiment du signal de brume étaient tout ce qui restait des bâtiments originaux.
En 1953, l'objectif rotatif du 4e ordre a été retiré pour un objectif fixe. L'optique du 4e ordre a été expédiée au vieux phare de Point Loma à San Diego, qui est exploité comme musée par le National Park Service. Le signal de brume a été interrompu la même année et la station automatisée. En 1975, la lumière a été désactivée et le phare a été vendu. Sa tour a été coupée en deux et déplacée à la marina Woodley Island  à Eureka en 1987, sa lentille actuelle n'est pas l'originale.
Identifiant : ARLHS : USA-832H .

### Lien connexe
- Liste des phares de la Californie